# Giulio Valente Liciniano
Giulio Valente Liciniano (latino: Iulius Valens Licinianus; ... – 250) fu usurpatore contro l'imperatore romano Decio nel 250.

## Biografia
Liciniano, che era un senatore, aveva il supporto del Senato romano e di parte della popolazione quando scatenò una rivolta contro l'imperatore Decio, che stava combattendo contro i Goti. Comunque, Valeriano, cui Decio aveva affidato i poteri su Roma in sua assenza, soffocò rapidamente la ribellione.
È probabile che Liciniano sia il Valente Tessalonico elencato dagli autori della Historia Augusta tra i Trenta Tiranni, e che si sarebbe ribellato in Illiria (forse una confusione tra Giulio Valente e Giulio Prisco).